# Nereson-Gletscher
Der Nereson-Gletscher ist ein 8 km langer Gletscher auf der Siple-Insel vor der Bakutis-Küste des westantarktischen Marie-Byrd-Lands. Er entwässert die Nordseite der Insel und mündet in das Getz-Schelfeis.
Das Advisory Committee on Antarctic Names benannte ihn 2003 nach der US-amerikanischen Glaziologin Nadine A. Nereson von der University of Washington, welche sich seit den 1990er Jahren mit den Eisbewegungen in Antarktika auseinandergesetzt hatte und sich danach auf die Stabilität des Antarktischen Eisschilds fokussierte.